# Provincia di Ha'il
La provincia di Ḥāʾil (in arabo حائل‎?) è una provincia dell'Arabia Saudita, collocata nel nord del Paese. Ha una superficie di 125.000 km² e una popolazione di 527.033 abitanti(2004). Il suo capoluogo è Ḥāʾil.

## Elenco dei governatori
- Ibrahim bin Salem Sabhan (.... - ....)
- Musaid bin Abdul Aziz bin Jalawi Al Sa'ud (.... - ....)
- Fahd bin Saad bin Abdul Rahman Al Sa'ud (.... - ....)
- Saad bin Fahd II Bin Saad Al Sa'ud (.... - ....)
- Nasser bin Abd Allah Al-Sheikh (.... - ....)
- Muqrin bin 'Abd al-'Aziz Al Sa'ud (1980 - 1999)
- Sa'ud bin Abd al-Muhsin Al Sa'ud (1999 - 22 aprile 2017)
- Abd al-Aziz bin Sa'd Al Sa'ud, dal 22 aprile 2017